# Apocheiridium ferumoides
Apocheiridium ferumoides är en spindeldjursart som beskrevs av Chamberlin 1924. Apocheiridium ferumoides ingår i släktet Apocheiridium och familjen dvärgklokrypare. Inga underarter finns listade i Catalogue of Life.